# Музей фон Тюнена

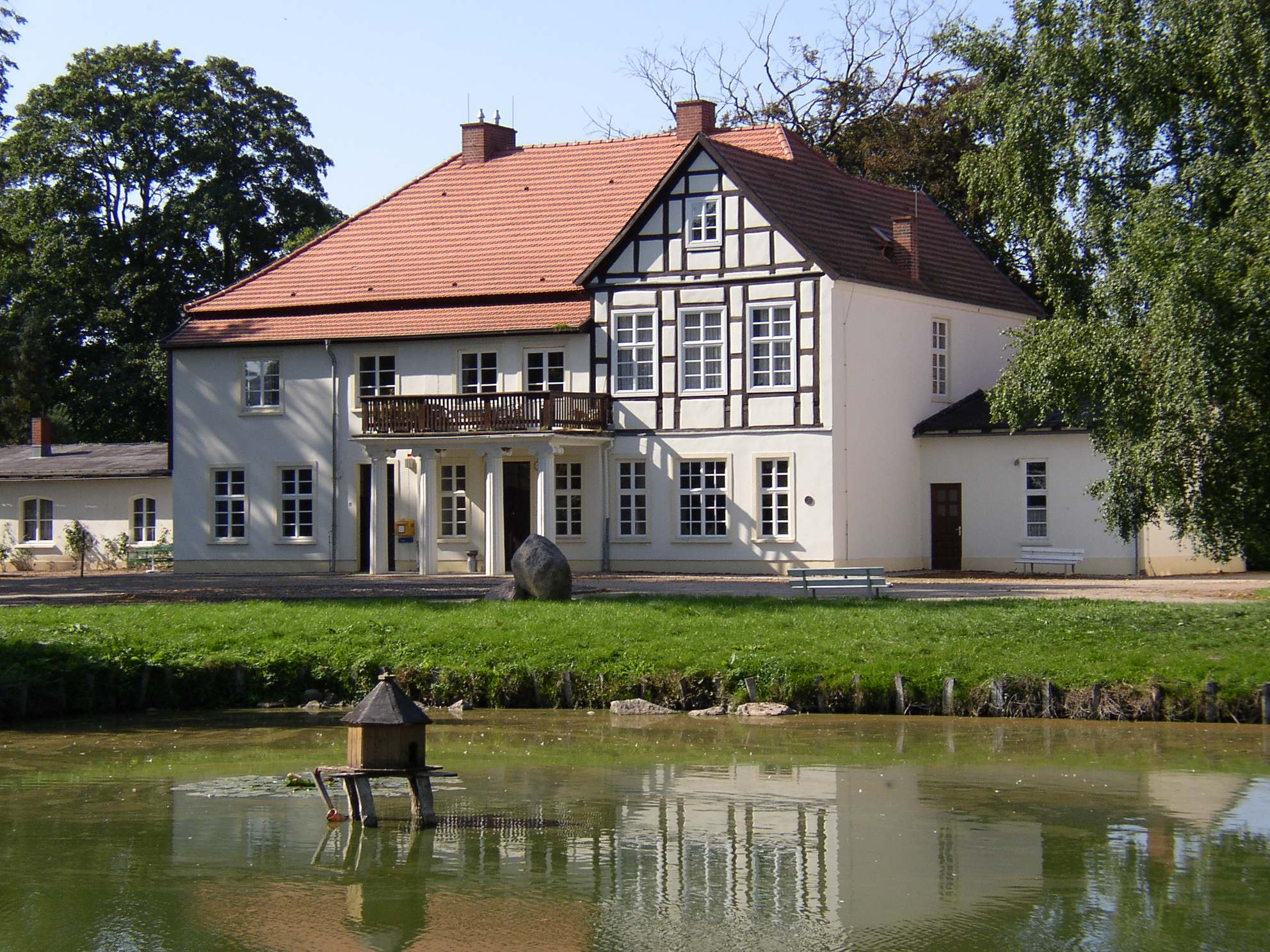
Усадьба Тюнена в Теллове

Музей фон Тюнена (нем. Thünen-Museum in Tellow) — музей памяти немецкого экономиста и юнкера И. фон Тюнена; расположен в местечке Теллов близ города Тетеров (земля Мекленбург — Передняя Померания). 
Открыт в марте 1972 года. Комплекс музея включает постройки поместья учёного: дом фон Тюнена (усадьбу, построена около 1800 года), зимний сад, конюшню, парк, домик садовника, крестьянские дома, амбар (ныне служит местом конференций и выставок), а также ряд исторических зданий, построенных в XVIII—XIX вв.
На втором этаже главного здания музея открыта библиотека, включающая личные книги экономиста, а также издания, посвященные его жизни и творчеству. В состав библиотеки входит архив Ханса Леопольди (1917-78) — исследователя творчества И. фон Тюнена. Библиотека открыта для пользования после предварительного уведомления.
Основателем и директором музея является Р.-П. Барц.
Деятельность музея поддерживается Тюненовским обществом.